# 日本现代诗歌文学馆
日本现代诗歌文学馆（にほんげんだいしいかぶんがくかん）位于岩手县北上市本石町二丁目5-60，是日本唯一的专门诗歌文学馆。事业主体是北上市。由日本现代诗歌文学馆运营协会管理运营。
日本现代诗歌文学馆于1988年开工建设，1990年开馆。1993年将俳句诗人山口青邨故居杂草园移建到邻接地复原。2002年别馆的书库“日本现代诗歌研究中心”及本馆“井上靖纪念室”开设
这里收集、保存关于明治以来日本的诗歌、短歌、俳句、川柳的书籍（作品集、评论集、研究书等）和杂志等与诗歌相关物品，不论作者是否有名，供读者阅览。除此之外，还设有井上靖纪念室，以及俳句诗人山口青邨移筑的住宅。另外，由名誉馆长井上靖提倡，于1986年设立了诗歌文学馆奖，表彰前一年诗、短歌、俳句3个领域中最优秀的作品，5月下旬在诗歌文学馆举行颁奖仪式。
第一任名誉馆长是井上靖（小说家）。第一代馆长是太田俊穗（乡土史家），第二代扇畑忠雄（歌人），第三代篠弘（歌人），现馆长是高野ムツオ（俳人）。

## 脚注
1. ↑  .   [2022-05-26]. （原始内容存档于2016-03-05）.